# Outland (Gary Numan)
Outland è il dodicesimo album discografico di Gary Numan, pubblicato dalla I.R.S. Records nel marzo 1991.
È stato ristampato nel 1999 dalla EMI, con cinque tracce aggiuntive.

## Tracce
(Musiche e testi di Gary Numan)
1. (Interval 1) – 1:13
2. Soul Protection – 3:36
3. Confession – 4:17
4. My World Storm – 3:43
5. Dream Killer – 4:22
6. Dark Sunday – 4:02
7. Outland – 4:05
8. Heart – 4:06
9. (Interval 2) – 0:19
10. From Russia Infected – 4:30
11. (Interval 3) – 0:39
12. Devotion – 4:13
13. Whisper – 4:20

Tracce 1999 (EMI)
1. (Interval 1) – 1:13
2. Soul Protection – 3:36
3. Confession – 4:17
4. My World Storm – 3:43
5. Dream Killer – 4:22
6. Dark Sunday – 4:02
7. Outland – 4:05
8. Heart – 4:06
9. (Interval 2) – 0:19
10. From Russia Infected – 4:30
11. (Interval 3) – 0:39
12. Devotion – 4:13
13. Whisper – 4:20
14. Shame - 4:48
15. Icehouse - 3:19
16. Tread Careful - 4:14
17. My World Storm (US Promo Mix) - 5:45
18. My World Storm (Alternative Mix) - 3:41

## Musicisti
- Gary Numan – voce, tastiere, basso, chitarra
- Tessa Niles - voce
- Mike Smith - tastiere, batteria, basso, chitarra
- Rrussell Bell - chitarra
- Keith Beauvais - chitarra
- Nick Beggs - basso